# 虹 (菅田将暉の曲)
「虹」（にじ）は、日本の歌手・菅田将暉の楽曲。通算5作目のシングルとして2020年11月25日にエピックレコードジャパンより発売された。表題曲「虹」は、東宝系映画『STAND BY  ME ドラえもん 2』の主題歌に起用された。同曲はCDの発売に先駆けて、2020年11月10日に先行配信された。

## 背景
前作「ロングホープフィリア」から2年3か月ぶりのCDリリースとなる。作詞・作曲は、前々作の「さよならエレジー」を手掛けるなどして菅田と親交の深い石崎ひゅーいが担当。楽曲のイメージは、聴いている人をやさしく包み込む暖かさを持つ楽曲で、当楽曲について菅田は「物心ついた頃から当たり前のようにそこに居て、当たり前のように見てきたドラえもんということなので、誠心誠意歌わせていただきます。」と語っている。
カップリング曲「Keep On Running」は2020年8月7日にデジタルリリースされたOKAMOTO'Sとのコラボ楽曲で、同年8月1日から放映されているトヨタ自動車『カローラツーリング』のCMソング。

## チャート成績
2020年11月10日に先行配信された本楽曲は、11月23日付（集計期間：2020年11月9日～11月15日）のビルボード・ジャパンチャートにおいて、ダウンロード2位 (35,488DL)、ストリーミング18位 (3,736,739再生) を記録し、総合チャート「JAPAN HOT 100」で6位に初登場した。映画『STAND BY ME ドラえもん 2』が公開された翌週は、ダウンロード2位 (30,896DL)、ストリーミングは順位を上げて5位 (6,622,074再生) とし、総合では7位を記録した。翌週に発売されたフィジカルCDは、初動売上19,573枚を記録しCDセールス2位を記録。その他の指標でもダウンロード2位 (37,197DL)、ストリーミング5位 (8,137,510再生) と高順位を維持し、総合では最高位となる2位を獲得した。
2021年に入ると、3月8日付の「Billboard Japan Streaming Songs」で13位となる5,133,080回再生を記録し、ストリーミング累計再生回数が1億回を突破した。累計1億回を突破した菅田の楽曲としては、「さよならエレジー」と「まちがいさがし」に続く3曲目であり、今回はチャートイン16週目での達成となっている。

### 認定と売上
|                                | 認定 (RIAJ) | 売上/再生回数      |
| ------------------------------ | ----------- | ------------------ |
| フィジカルCD                   | 未公表      | -                  |
| ダウンロード                   | プラチナ    | 352,000 DL         |
| ストリーミング                 | プラチナ    | 200,000,000 回再生 |
| *認定のみに基づく売上/再生回数 |             |                    |

## ミュージック・ビデオ
2020年11月25日に公開。監督はこれがMVを手がけるのが初となる、映画監督・CMディレクターの呉美保。振り付けはホナガヨウコ。菅田の俳優としての転機となった映画「そこのみにて光輝く」の監督であり、家族を題材にした映像に定評のある呉に菅田自身が依頼した。夫婦が結婚、出産を経て、ひとつの命を共に守り、少しずつ家族としての結びつきを強めていくドラマ仕立ての作品で、共演は古川琴音。また菅田が俳優として自身のMVに出演するのは初めてである。呉監督は「次男を出産し2ヶ月が過ぎた頃、今回のお話をいただきました。(中略)　撮影では、飄々と熱々が絶妙に混在する菅田将暉に心震え、真新しい才能の古川琴音に心躍り、なんともしあわせな時間を過ごさせてもらいました。彼のうたと、彼と彼女のしばいが、たくさんの胸に響くことを、切に願っています」とコメントを寄せている。
2020年11月18日には、YouTubeに映画『STAND BY  ME ドラえもん 2』のスペシャルPVが公開されている。なお、カップリングの「Keep On Running」のPVは8月7日に公開済。

## 収録曲と規格
| #         | タイトル             | 作詞                           | 作曲                           | 編曲       | 時間  |
| --------- | -------------------- | ------------------------------ | ------------------------------ | ---------- | ----- |
| 1.        | 「虹」               | 石崎ひゅーい                   | 石崎ひゅーい                   | トオミヨウ | 4:18  |
| 2.        | 「Keep On Running」  | オカモトショウ、オカモトコウキ | オカモトショウ、オカモトコウキ | OKAMOTO'S  | 3:57  |
| 3.        | 「虹」(Instrumental) |                                | 石崎ひゅーい                   | トオミヨウ | 4:18  |
| 合計時間: | 合計時間:            | 合計時間:                      | 合計時間:                      | 合計時間:  | 12:33 |

| #         | タイトル             | 作詞                           | 作曲                           | 編曲       | 時間  |
| --------- | -------------------- | ------------------------------ | ------------------------------ | ---------- | ----- |
| 1.        | 「虹」               | 石崎ひゅーい                   | 石崎ひゅーい                   | トオミヨウ | 4:18  |
| 2.        | 「Keep On Running」  | オカモトショウ、オカモトコウキ | オカモトショウ、オカモトコウキ | OKAMOTO'S  | 3:57  |
| 3.        | 「虹」(Instrumental) |                                | 石崎ひゅーい                   | トオミヨウ | 4:18  |
| 合計時間: | 合計時間:            | 合計時間:                      | 合計時間:                      | 合計時間:  | 12:33 |

| #  | タイトル              | 作詞 | 作曲・編曲 |
| -- | --------------------- | ---- | ---------- |
| 1. | 「虹 THE FIRST TAKE」 |      |            |